# Fuzuli (quận)
Fizuli (tiếng Azerbaijan:Füzuli) là một quận thuộc Azerbaijan. Dân số thời điểm năm 2012 là 136481 người.